# Keith Holyoake

Keith Holyoake ca. 1960

Sir Keith Jacka Holyoake KG, GCMG, CH, QSO, KStJ (* 11. Februar 1904 bei Pahiatua, Neuseeland; † 8. Dezember 1983 in Wellington) war ein neuseeländischer Politiker und als solcher sowohl zweimal Premierminister von Neuseeland als auch später Generalgouverneur von Neuseeland. Er hatte mit knapp 12 Jahren eine sehr lange Amtszeit als Premier und war für seinen diplomatischen Stil bekannt. Er war auch unter seinem Spitznamen aus der Kindheit als Kiwi Keith bekannt.

## Frühes Leben
Holyoake wurde 1904 in der Nähe von Pahiatua in der Region Wairarapa geboren. Seine Familie lebte eine Zeit in Hastings und Tauranga, 1913 zog sie nach Riwaka nahe Motueka.
Im Alter von 12 Jahren verließ er nach dem Tod des Vaters die Schule und arbeitete auf der Hopfen- und Tabakfarm der Familie in Riwaka. Seine Mutter Esther hatte eine Ausbildung als Lehrerin und unterrichtete ihn zu Hause weiter. Holyoake war Presbyterianer. Nachdem er die Geschäfte der Farm übernommen hatte, kam er mit verschiedenen örtlichen Landwirtschaftsorganisationen in Kontakt, was sein politisches Interesse förderte.

## Frühe politische Laufbahn
Die Reform Party, die auf dem Land viele Unterstützer hatte, wählte Holyoake als Kandidaten des Wahlbezirkes Motueka für die Parlamentswahlen 1931. Der bisherige Abgeordnete George Black behielt zwar diesen Sitz, starb aber im folgenden Jahr. Holyoake war als Kandidat der Reform Party in der Nachwahl erfolgreich. Er wurde das bis dahin jüngste Parlamentsmitglied.
Bei den Wahlen 1935 konnte Holyoake seinen Sitz trotz deutlicher Verluste für die Koalition aus Reform Party und United Party halten. Im Nachspiel der Wahl spielte er eine Schlüsselrolle bei der Umwandlung der Koalition in die heutige National Party. Er gewann schnell den Respekt seiner Kollegen und galt als aufsteigender Stern in der neuen Partei. Bei den Wahlen 1938 verlor Holyoake jedoch seinen Parlamentssitz an den Kandidaten der Labour Party Gerry Skinner.
1943 kehrte er als Kandidat der National Party, dieses Mal für den Wahlbezirk Pahiatua, ins Parlament zurück. 1946 wurde er stellvertretender Parteivorsitzender. Nachdem National die Wahlen 1949 gewonnen hatte, ernannte ihn der neue Premier Sidney Holland zum Landwirtschaftsminister. Später ernannte Holland ihn als ersten Minister überhaupt formell zum Stellvertretenden Premierminister.

## Premierminister

### Erste Amtszeit

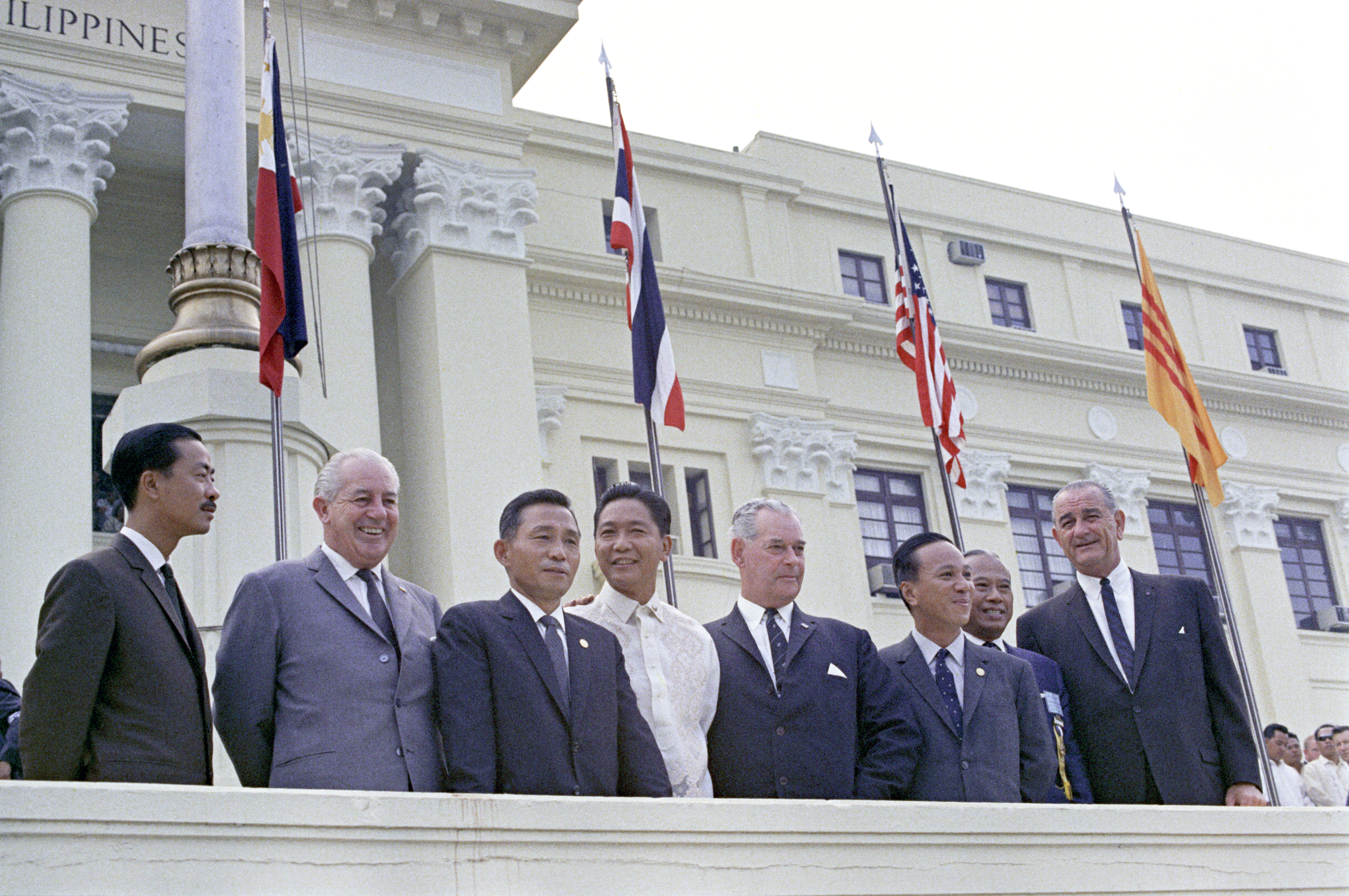
Keith Holyoake (4. v. r.) auf dem SEATO-Treffen 1966

Holyoake wurde zwei Monate vor den Wahlen 1957 Premierminister, als Sidney Holland aus gesundheitlichen Gründen zurücktrat. Die Wahlen wurden mit einer Mehrheit von nur einem Sitz von der Labour Party gewonnen und Holyoake war die drei Jahre bis zur nächsten Wahl Oppositionsführer.

### Zweite Amtszeit
National kehrte bei den Wahlen 1960 an die Macht zurück. Den Sieg schrieb man Holyoakes geschicktem Wahlkampf, besonders seinen Angriffen auf Finanzminister Arnold Nordmeyers sogenanntes "Black Budget", das die Steuern auf Benzin, Zigaretten und Alkohol anhob, zu. Holyoakes Regierung erneuerte das Strafgesetzbuch mit dem Crimes Act 1961. Damit wurde die Todesstrafe abgeschafft. Seine Regierung lockerte auch die Bestimmungen zur Gewerkschaftszugehörigkeit, die Mehrheit der Industriearbeitsplätze verblieb jedoch in dem nach Branchen geordneten Gewerkschaftssystem. 1972 trat er als Premier zurück, um seinem Stellvertreter und Freund Jack Marshall die Amtsnachfolge zu erleichtern.

## Nach dem Rücktritt
Als National unter Marshall die nächsten Wahlen verlor, blieb Holyoake ein prominenter Oppositionspolitiker. Er spielte bei den Wahlen 1975 eine aktive Rolle. Diese brachten die National Party unter Robert Muldoon wieder an die Macht. Muldoon ernannte Holyoake zu einer speziell dazu geschaffenen Sinekure als Staatsminister.

## Generalgouverneur
1977 wurde Holyoake von Elisabeth II. auf Anraten von Muldoon unerwartet und kontrovers diskutiert zum Generalgouverneur von Neuseeland ernannt. Die Kontroverse entstand, da Holyoake amtierender Minister und früherer Premier war. Viele Gegner von Muldoons Regierung bezeichneten dies als politisch motivierte Ernennung. Der Oppositionsführer Bill Rowling deutete an, dass Labour Holyoake als Generalgouverneur absetzen könne, würde die Partei die Wahlen 1978 gewinnen. Er äußerte offen, er hätte lieber Edmund Hillary als Generalgouverneur. Dieser Vorschlag wurde wiederum von der Regierung kritisiert, da Hillary 1975 die Labour Party in der Wahlcampagne "Citizens for Rowling" unterstützt hatte.
Als Ergebnis der Ernennung schied Holyoake aus dem Parlament aus. Seine Amtsführung wurde von den Meisten als fair und ausgewogen anerkannt. Seine Amtszeit als Generalgouverneur dauerte nur drei Jahre und endete wegen seines hohen Alters 1980.

Wappen von Keith Holyoake

Holyoake war seit 1934 mit Norma Janet Ingram verheiratet und hatte 5 Kinder. Er starb am 8. Dezember 1983 im Alter von 79 Jahren in Wellington. Seine Tochter Diane heiratete das Parlamentsmitglied Ken Comber.

## Auszeichnungen
- Mitglied des Privy Council
- Freeman der City of London
- Doctor of Laws h. c., Victoria University of Wellington,
- Doctor of Laws (Landwirtschaft) h. c., Seoul National University

Die Holyoake Range, ein Gebirgszug in der Antarktis, ist ihm zu Ehren benannt.